# El Gaitero
El Gaitero es una marca de la empresa española Valle, Ballina y Fernández, S.A., productora de sidra y otros productos, situada en Villaviciosa (Principado de Asturias). El eslogan de la compañía es "Sidra El Gaitero, famosa en el mundo entero".

## Historia
El origen de la compañía se remonta al siglo XIX, cuando la demanda creciente de sidra hace que los comerciantes burgueses locales de Villaviciosa empiecen a exportar la producción a las colonias españolas y América. En 1888 Alberto del Valle adquiere maquinaria francesa para el proceso de carbonatación de la sidra, que supone un impulso para la industria local.
El 24 de mayo de 1890 los hermanos Alberto y Eladio del Valle, y los comerciantes Ángel Fernández y Bernardo de la Ballina, constituían la sociedad regular colectiva "Valle, Ballina y Fernández", dedicada a la fabricación, venta y exportación de sidra espumosa. La compañía adoptó el nombre de "El Gaitero" sobre la base de una pintura de José Fernández-Cuevas datada en 1886. En 1895 Eladio y Ángel ceden sus participaciones a Obdulio Fernández, que centralizó la producción, fomentó el uso de la publicidad, y ordenó la construcción de una fábrica de botellas consolidando así la compañía.
El Gaitero se vio afectada por la muerte de Obdulio en 1927 y la situación política, tanto de España como de Sudamérica. En 1944 llega a la presidencia José Cardín, que permanecerá hasta su muerte en 1992, y con el mercado americano descartado se realizan esfuerzos para tratar de consolidarse en el nacional, con la renovación de maquinaria, el aumento de las bodegas y el comienzo de una fuerte campaña publicitaria. Además se fue aumentando su cuota de mercado mediante la adquisición de empresas locales dedicadas a otros sectores comerciales.
En la actualidad la empresa continúa como una de las líderes en el mercado.

## Productos
El producto estrella de El Gaitero es la sidra, con diferentes modelos (achampanada, normal, natural, extra, sin alcohol). En los últimos años ha centrado también sus esfuerzos en otros productos como el vino, zumos y dulces. Además de bebidas, también elaboran alimentos preparados y dulces navideños bajo esa denominación. 
Filiales de Valle, Ballina y Fernández:
- Viñedos de Alfaro, bodega de vinos de Rioja con la marca Real Agrado.
- Concentrados de Villaviciosa, dedicada a la elaboración zumos de frutas, especialmente de manzana y pera.
- Industrial Zarracina, elaboradora de sidras, vinos, dulces y alimentos preparados.

## Patrocinios
El Gaitero destaca por su actividad en el patrocinio deportivo. En vela, es el patrocinador principal del Grupo de Regatas de Villaviciosa y lo fue de la Regata El Gaitero, y de los hermanos Arturo y Federico Alonso Tellechea. En piragüismo, del Club Piraguas Villaviciosa; en automovilismo del equipo El Gaitero Competición; y en fútbol sala del Rodiles Fútbol Sala.